# Парафин
Парафинът е восъкоподобно вещество, смес от алкани съдържащи от 18 до 35 въглеродни атома (С18Н38 до С35Н72). Има tпл 40—65 °С и плътност 0,880—0,915 г/см³ (15 °C).
Открит е през 1830 година от големия немски учен Карл фон Рейхенбах.
Той е отпадъчен продукт при рафинирането на суров нефт. Добива се, като се стопява първичният парафин с високо съдържание на масло и при последващо охлаждане се отделя масло и парафин с желаното съдържание на масло.
Използва се за приготвяне на парафинеста хартия, насищане в дървесината при производството на кибрит и моливи, за апретиране на тъкани, като изолационен материал, химическа суровина и др. Подходящ е за използване при смазване на вентилатори, защото не изсъхва при стайна и леко повишена температура (20-50 градуса по Целзий) и има мазилни свойства необходими за достигане на високи обороти и намалени сили на триене в материалите. В медицината се използва за парафинолечение.